# Gericht Altengronau
Das Gericht Altengronau (auch: Gronau) gelangte 1379 zur Hälfte von den Steckelbergern an die Herrschaft Hanau und gehörte damit später zur Grafschaft Hanau und folgend zur Grafschaft Hanau-Münzenberg. Es handelte sich bei diesem Gerichtsbezirk um eine aus dem Mittelalter überkommene Einheit. Das Gericht Altengronau umfasste die Orte
- Altengronau (als Lehen an Hutten)
- Breunings
- Dittenbrunn (heute: Dittenbrunnhof)
- Emmersbach (Wüstung)
- Gerrod (Wüstung)
- Kunhecken (Wüstung)
- Luderbreiden (Wüstung)
- Mottgers
- Rohrbach (Wüstung) – zu Hutten
- Rotelsau (Wüstung)
- Willingshof

Orte des Hanauischen Amtes Schwarzenfels:
- Fronrod (Wüstung)
- Heubach
- Hubertsdorf (Wüstung)
- Leibolds (Wüstung)
- Neuendorf (Wüstung)
- Neuengronau
- Oberzell
- Ramholz (zum Gericht bis 2. Hälfte 17. Jahrhunderts, danach Herrschaft Ramholz)
- Schwarzenfels
- Sterbfritz
- Uttrichshausen
- Vollmerz bis 1698
- Weichersbach
- Wintersbach (Wüstung)
- Züntersbach (zur Hälfte Teil des Amts)

Der seitens der Grafschaft Hanau-Münzenberg betriebene Prozess der Territorialisierung und der Ausbildung einer Landeshoheit in der zweiten Hälfte des 15. Jahrhunderts blieb im Gericht Altengronau aber unvollständig, da in einer Reihe von Dörfern andere Adelige bedeutende Rechte innehatten, insbesondere die Familien von Hutten und von Thüngen, aber auch die Landgrafen von Hessen, so dass es den Grafen von Hanau-Münzenberg nicht gelang, das Gericht Altengronau insgesamt in ihre Grafschaft einzufügen.
Die Lösung des Problems bestand für die Grafen von Hanau-Münzenberg darin, aus den Teilen des Gerichts Altengronau, in denen ihre Rechte ausreichend stark erschienen, um eine Territorialisierung durchzuführen, das Amt Schwarzenfels zu bilden. Das war der überwiegende Teil des alten Gerichts. Die Orte des Gerichts Altengronau, in denen starke niederadelige Rechte bestanden, wurden von Hanau weiter als „Gericht Altengronau“ geführt, wobei diese Verwaltungseinheit durch die Ausgliederung des Amtes Schwarzenfels stark an Bedeutung verloren hatte. Hinzu trat das Phänomen, dass eine größere Zahl von Dörfern des Gerichts Altengronau im Spätmittelalter wüst fielen. Dies mag daran gelegen haben, dass der Bereich, den das Gericht abdeckte, das Mittelgebirge im Bereich des östlichen Kinzigtals, zu den landwirtschaftlich weniger ertragreichen Gebieten gehörte und damit bei negativen Veränderungen im Klima (Kleine Eiszeit) oder in der Sozialstruktur (Pest) zuerst Standorte hier aufgegeben wurden. Gleichwohl bestand – zumindest begrifflich – bis zur Auflösung des Alten Reiches das „Gericht Altengronau“ fort.